# Хилопсис
Хило́псис (лат. Chilópsis) — род двудольных цветковых растений, включённый в семейство Бигнониевые (Bignoniaceae). Включает один вид — Хилопсис лине́йный (Chilopsis lineáris).

## Название
Хилопсис линейный был впервые выделен в отдельный в 1823 году Дэвидом Доном. Он выбрал для него название Chilopsis — от др.-греч. χείλος — «губа» и ὤψ — «схожесть».

## Ботаническое описание

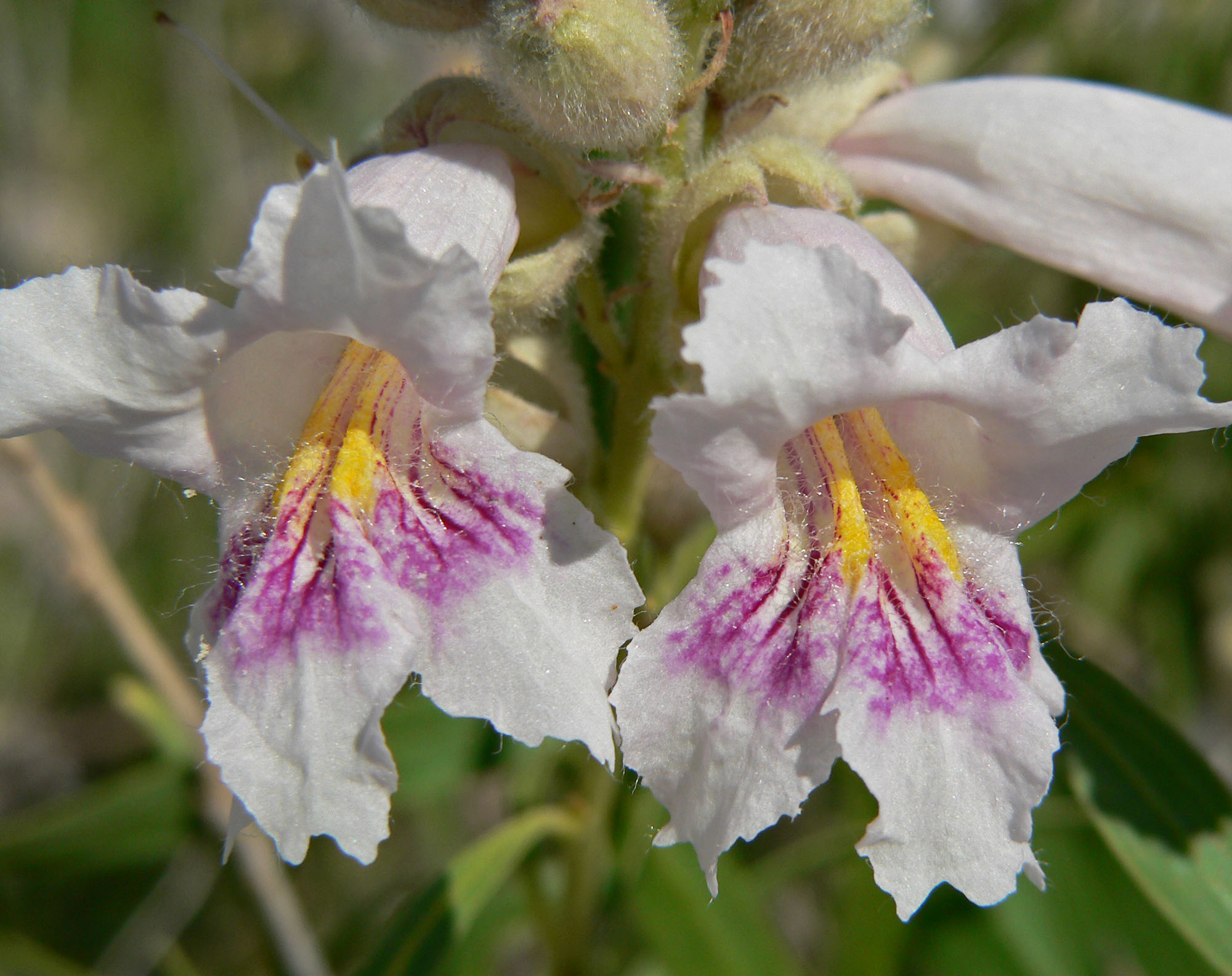

Хилопсис — листопадное дерево, нередко кустовидное, обычно не превышающее 10 м в высоту (очень редко до 20). Листья голые, нередко клейкие, сидячие, обычно очерёдные, реже супротивные или мутовчатые, простые, линейно-ланцетной формы, изогнутые, до 30 см длиной.
Цветки крупные, двусторонне-симметричные (зигоморфные), в кистевидных соцветиях на концах веток, со сладким ароматом. Чашечка опушённая, двугубая, верхняя губа трёхдольная, нижняя — двудольная. Венчик беловатый, с различной интенсивности фиолетовым оттенком, трубчатый, также двугубый, до 3,5 см длиной. Тычинки в количестве 5, одна из которых рудиментарная.
Плод — узкая длинная коробочка до 27 (редко 38) см длиной, менее 1 см шириной, с многочисленными плоскими эллиптическими семенами с крыльями, рассечёнными на длинные волоски.

## Ареал

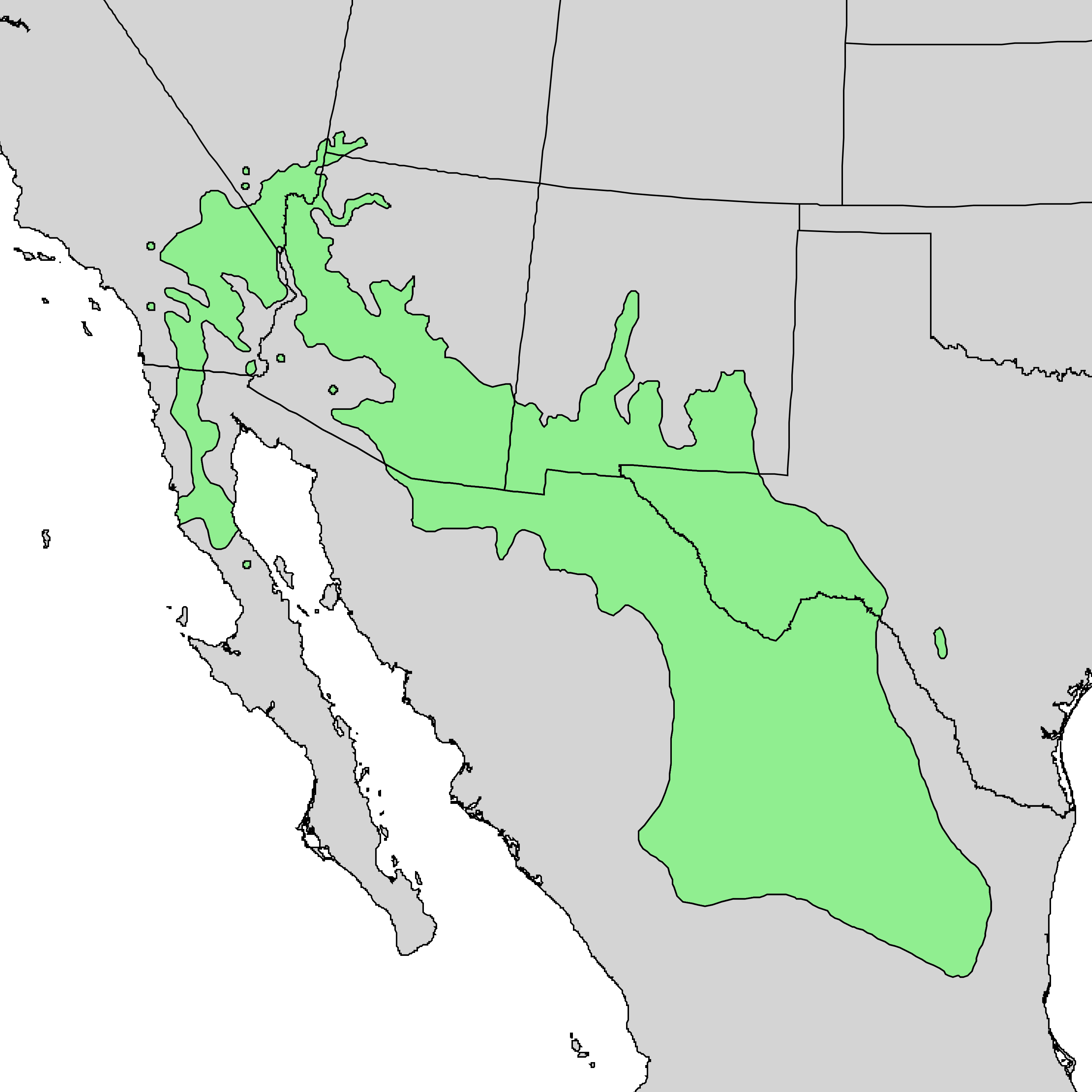
Ареал хилопсиса

Хилопсис распространён в тропических регионах на юго-западе США и в Мексике. Северная граница ареала — юг Калифорнии, Невады и Колорадо.
Иногда выращивается как декоративное растение.

## Таксономия
|  |                                      |  |                                                         |                                                         |                       |  | ещё 22 семейства (согласно Системе APG III) |                     |                     |                       |
|  |                                      |  |                                                         |                                                         |                       |  |                                             |                     |                     | вид Хилопсис линейный |
|  |                                      |  |                                                         | порядок Ясноткоцветные                                  |                       |  |                                             |                     | род Хилопсис        |                       |
|  |                                      |  |                                                         | порядок Ясноткоцветные                                  |                       |  |                                             |                     | род Хилопсис        |                       |
|  | отдел Цветковые, или Покрытосеменные |  |                                                         |                                                         | семейство Бигнониевые |  |                                             |                     |                     |                       |
|  | отдел Цветковые, или Покрытосеменные |  |                                                         |                                                         |                       |  |                                             |                     |                     |                       |
|  |                                      |  | ещё 58 порядков цветковых растений (по Системе APG III) | ещё 58 порядков цветковых растений (по Системе APG III) |                       |  |                                             | ещё около 100 родов | ещё около 100 родов |                       |
|  |                                      |  |                                                         | ещё 58 порядков цветковых растений (по Системе APG III) |                       |  |                                             |                     | ещё около 100 родов |                       |

### Синонимы
- Bignonia linearis Cav., 1795basionym
- Catalpa pottsii Seem., 1851
- Chilopsis glutinosa Engelm., 1876
- Chilopsis saligna D.Don, 1823typus